# Stefanie Schumacher
Stefanie Schumacher (* 1976, in Müllheim bei Freiburg) ist eine deutsche klassische Akkordeonistin.

## Werdegang
Schumacher studierte Akkordeon und Klavier am Richard-Strauss-Konservatorium München, vertiefte ihre Akkordeon-Kenntnisse bei Teodoro Anzellotti und schloss mit dem Konzertdiplom der Hochschule der Künste Bern ab. Stefanie Schumacher zählt zur jüngeren Generation der Akkordeonisten, die sich  dem zeitgenössischen Schaffen für ihr Instrument widmen. Solowerke und Kammermusik schrieben für sie Nikolaus Brass, Minas Borboudakis, Bernd Redmann, Viera Janárčeková, Helga Pogatschar und Moritz Eggert. Uraufführungen der Werke von Peter Michael Hamel, Sidney Corbett und Paul Engel erfolgten auf der Münchener Biennale. Seit 2008 ist Schumacher Mitglied im Ensemble Zeitsprung. Sie besuchte Meisterkurse u. a. bei Hugo Noth, Stefan Hussong und Friedrich Lips. Sie war von 2003 bis 2006 Stipendiatin bei der Yehudi-Menuhin-Förderung Live Music Now und wurde 2009 mit dem Musikstipendium der Stadt München und 2012 mit dem Bayerischen Kunstförderpreis ausgezeichnet.
Ausgangspunkt für ihre Solo-CD Unanswered Questions von 2011 war Leoš Janáčeks Zyklus Auf verwachsenem Pfade. Janáček verarbeitet in diesem Werk den frühen Tod seiner Tochter Olga. In der Auseinandersetzung mit dieser Todesthematik entstanden Solowerke, darunter Unbeantwortete Fragen als Titelmotiv von Masha Khotimski, Alpha von Arash Safaian und Empathy von Laurence Traiger. Als Solistin war sie bei den Klangspuren Schwaz, dem Oberstdorfer Musiksommer und den Tagen der Neuen Musik Bamberg zu Gast. Weitere Auftritte erfolgten mit den Münchner Symphonikern und dem Staatstheater am Gärtnerplatz; außerdem gab sie Kammerkonzerte mit Mitgliedern der Münchner Philharmoniker, des Symphonieorchesters des Bayerischen Rundfunks und unternahm Konzertreisen nach Österreich, Frankreich, Spanien, Griechenland, Vietnam, Brasilien und in die USA.

## Auszeichnungen
- Bayerischer Kunstförderpreis (2012, Bereich Musik und Tanz)